# Marcelle Meyer
Marcelle Meyer (Lille, 22 de maig de 1897 - París, 17 de novembre 1958) va ser una pianista francesa coneguda per haver donat suport als compositors francesos més influents de principi de segle xx, entre ells Maurice Ravel, Stravinski, Erik Satie, Darius Milhaud i Francis Poulenc, i haver-ne estrenat obres.

## Biografia

### Primers estudis
Nascuda al si d'una família de comerciants adinerats i amants de la música i la cultura, Marcelle va rebre les primeres classes de piano als cinc anys de la mà de la seva germana Germaine, nou anys més gran que ella i de gran talent també. Per tal de seguir amb els estudis de piano, l'any 1911 la família es va mudar a París i amb catorze anys va aconseguir accedir al Conservatori de París, on s'aplegaven grans figures del moment. Molt possiblement va coincidir amb la compositora Germaine Tailleferre, amb qui seria companya de banqueta més endavant.
La primera professora que va tenir al Conservatori va ser la reconeguda pianista i pedagoga Marguerite Long, deixebla de Gabriel Fauré. Amb poc temps va accedir a les aules del prestigiós i reconegut pianista Alfred Cortot, amb qui va guanyar el seu Primer Premi de piano el 1913. En aquella ocasió, va tocar el concert per a piano de Camille Saint-Saëns. La seva brillant interpretació va causar gran impacte en el públic i l'anècdota explica que fins i tot Alfred Cortot es va precipitar dalt l'escenari mentre ella interpretava les últimes notes del concert per regraciar-la amb petons. La primera notícia que tenim d'ella a la premsa de l'època és precisament després d'aquesta fita. El 24 de setembre de 1913 la revista Comoedia anunciava un concert d'exhibició de Marcelle a la Salle de la Société Industrielle i la presentava com la guanyadora del Premier prix de piano del Conservatori.

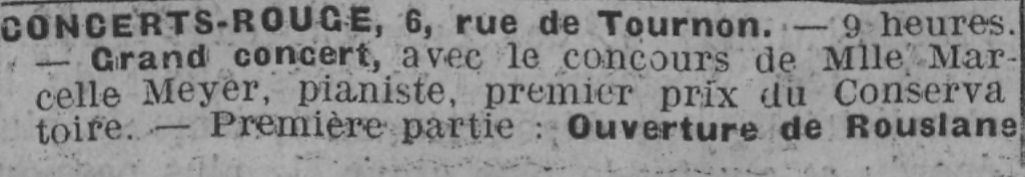
Notícia: Marcelle Meyer a la Concerts- Rouge

Va passar una temporada sota el mestratge del català Ricard Viñes amic íntim de Ravel i gran divulgador de la música contemporània francesa i espanyola del moment. Tot i així, les lliçons bàsiques de música espanyola, que la conduirien a tocar obres de Granados i Albéniz, per exemple, no les va rebre de Viñes sinó de la mà de Josep Iturbi, un altre pianista espanyol de llarg bagatge.
Les aportacions d'aquests personatges, defensors de l'estètica impressionista i dels nous corrents musicals de l'època assentaren un precedent en l'orientació de la carrera pianística de Marcelle Meyer, que avui en dia fa que la puguem considerar un clar exponent de l'avantguarda francesa de principis de segle xx.

### Marcelle Meyer, Satie i el Grup dels Sis

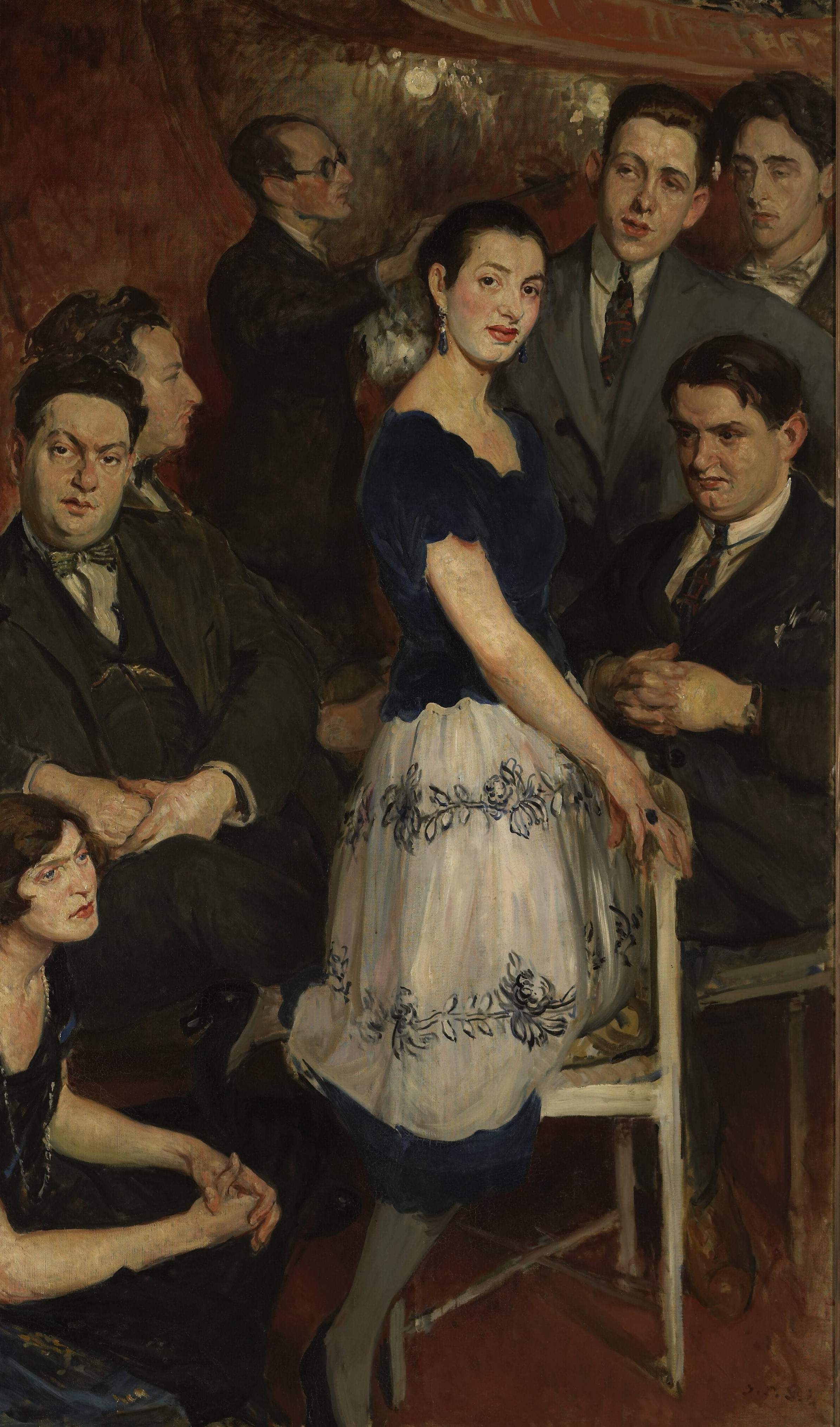
Marcelle Meyer (centre), Germaine Tailleferre, Milhaud, Arthur Honegger, Jean Wiener, Francis Poulenc, Jean Cocteau i Georges Auric (d'esquerra a dreta). Pintura de Jacques-Emile Blanche de l'any 1921.

L'any 1917 es va instal·lar a Montparnasse amb el polifacètic actor i cantant Pierre Bertin, el seu primer marit i pare de la seva primera filla, Marie Bertin.
De la seva mà, atès que era col·laborador de Jean Cocteau i molt pròxim al cercle amistós d'Erik Satie, Marcelle Meyer va començar a relacionar-se amb el grup de joves modernistes agrupats sota el nom de Les Six. De seguida va esdevenir la pianista preferida de Satie, que seguia una estètica molt allunyada de la música de l'època i de les normes clàssiques de composició que el precedien. Una prova fefaent del vincle que es va crear entre Marcelle Meyer i el grup dels Sis és la pintura que Jacques-Émile Blanche els va fer el 1921 en un local de Montmartre. Ho testimonien així mateix els Carnets d'Henri-Pierre Roché, els diaris d'Erik Satie o fins i tot les cartes de Gerald i Sara Murphy, que formaven part d'una generació d'americans expatriats que s'introduïren en els cercles artístics de la vida parisenca i que van acabar actuant de catalitzadors de les noves formes artístiques, ja que a través de les seves festes propiciaren l'encontre de grans personatges del moment i com a conseqüència, l'eclosió de nous projectes artístics. La descripció d'aquestes festes la podem trobar molt detallada en els Carnets de Roché. En un d'ells, explica com en un sopar on Marcelle Meyer va assistir, Satie intentava imitar i caricaturitzar com ballaven els més grans «ballarins moderns» de l'època. George Auric, Cocteau, Pierre Bertin, Leopold Survage i Germaine Everling també hi eren convidats. Meyer, per tant, freqüentava els locals de més activitat artística de París i es relacionava amb els cercles més influents de la nova estètica musical. 
Així com es va rodejar dels ambients més avantguardistes de l'època, també va ser devota de Debussy i va treballar en favor que la seva obra fos reconeguda. Amb només vint anys ja tocava els seus preludis i va ser la primera a interpretar-los en un recital de la Salle Gaveau, que es va dedicar íntegrament a l'obra del compositor.

### Amistat amb Francis Poulenc
Com a data rellevant, l'any 1918 al cicle de concerts «Lyre et Palletes» de París, Marcelle va debutar amb Francis Poulenc, estrenant la seva Sonata per a piano a quatre mans. Curiosament, Poulenc havia estat també alumne de Ricard Viñes. Sobre com es van conèixer no cal que fem massa disquisicions, ja que Poulenc ho explica amb tot detall en un dels seus diaris de joventut:
| « | Almost always […] a young girl with great coils of hair over her ears would have her lesson. I used to listen throught the door, astonished and extremely jealous. She was Marcelle Meyer. One day Viñes introduced us. Slightly humiliated over what she would have heard me playing. I said to her conceited lyrics, "You know, I'm mainly a composer". | » |

Pel que es veu, doncs, Poulenc admirava el talent de la seva companya i al seu costat se sentia menut, i va arribar a confessar una certa enveja que pal·liaria amb els seus dots com a compositor, més que no pas com a intèrpret. A partir de 1918, data de l'estrena de la Sonata per a piano a quatre mans, la implicació en obres de Francis Poulenc va ser total. En destaquem algunes com: Impromptus l'any 1922, Napoli el maig de 1926 i Mélancolie el maig de 1941. L'amistat amb el compositor no va cessar fins a la seva mort. Ho proven les nombroses cartes que es van escriure entre 1927 i 1955. De fet, malgrat la poca informació que es té de la seva mort, Poulenc és dels primers a deixar-ne constància en una carta escrita a finals de novembre que lamenta la pèrdua de Marcelle, coincident també amb el traspàs del marit de Denis Duval, la soprano més preuada que aleshores tenia el compositor.

### Punt àlgid de la carrera pianística (dècada de 1920)

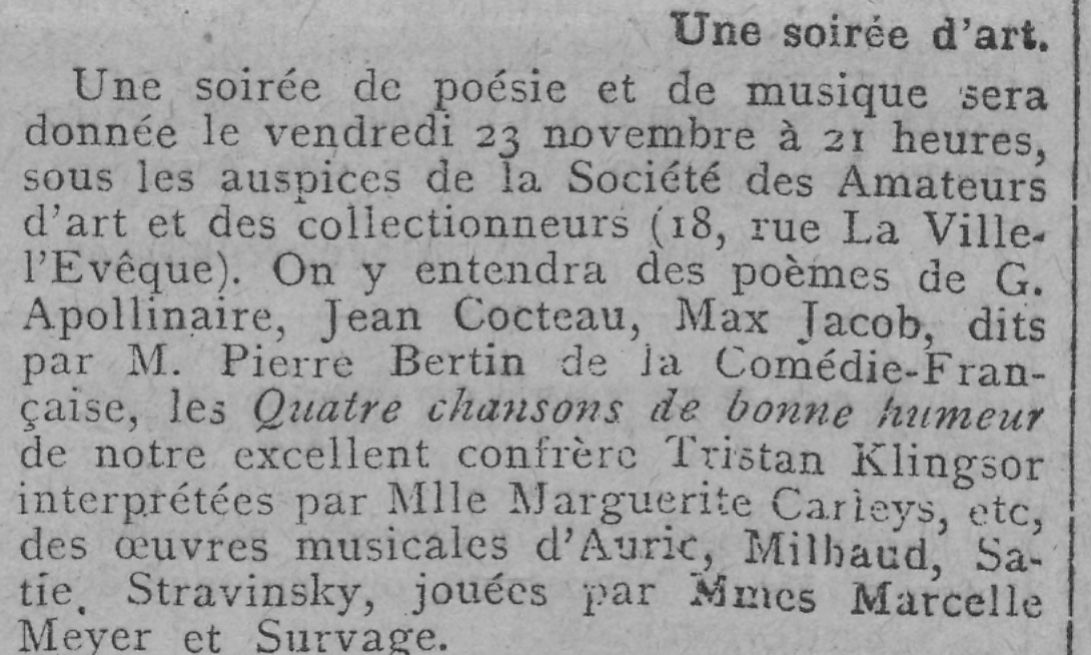
Un soirée d'art

Satie i Poulenc no van ser els únics en reconèixer el talent de la jove pianista. En qüestió de pocs anys es va guanyar el favor de molts compositors. Molts la tenien com a musa.

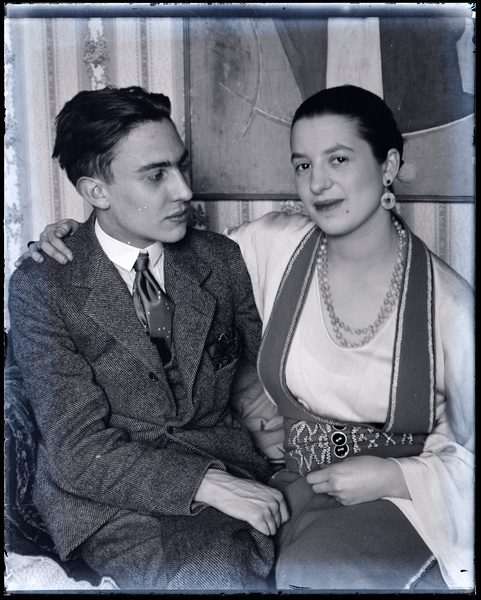
Marcelle Meyer amb el jove poeta Raymond Radiguet (1921)

L'abril del 1920 Ravel li va confiar una versió per a piano de La Valse, per tal de mostrar-la en privat a Serguei Diàguilev, que l'havia de portar a escena amb els Ballets Russos. L'encontre a casa de Misia Sert és narrat per Poulenc i, pel que es veu, la música de Ravel no va convèncer massa a l'empresari rus, a qui va semblar poc apropiada per ser dansada i al final la versió coreogràfica no es va produir. L' afirmació que «Ravel és una obra mestra però no és un ballet, és el retrat d'un ballet» va caure com un gerro d'aigua freda sobre el compositor, de tal manera que va ser l'última vegada que col·laboraria amb el magnat dels ballets. No va passar el mateix amb Meyer, que figurava com a col·laboradora de les produccions dels Ballets Russos des de 1917, quan se li va confiar una versió de Parade, amb música de Satie i decorats de Pablo Picasso (a qui més endavant va fer algunes classes de piano). Als ulls de Diàguilev, Meyer era «de la talla d'un Modigliani», tant per la seva bellesa com pel seu talent. La producció més ambiciosa dels Ballets en què va col·laborar va ser Les noces, l'any 1923, que portava el segell del cèlebre compositor de La consagració de la primavera o L'ocell de foc, Ígor Stravinski.
A causa de les seves col·laboracions amb els cercles d'avantguarda, va ser objecte de crítica en algunes ocasions. Si bé la música de Satie o Poulenc, pel deix neoclàssic que tenien, podia caure en gràcia en els auditoris més refinats, no eren tan agraïdes d'escoltar les explosives harmonies de Darius Milhaud, que feia avenços cap a la politonalitat. Defensora de les noves propostes, Meyer no es va deixar influenciar pels prejudicis de l'època, d'aquí que en alguns moments no fos prou valorada. La més dura de les crítiques fou la de 1921 arran de la polèmica estrena de Cinq Études per a piano i orquestra de Darius Milhaud a la Salle Gaveau. Tal com descriu el mateix compositor, la pianista es va mantenir impassible als crits i rudeses del públic que vituperava en sentir-se completament fora del llenguatge pianístic i orquestral que oferien els Études, carregats d'una buscada inestabilitat harmònica i la violència sonora i interpretativa.

### El retorn dels clàssics
Després d'una dècada molt intensa d'estrenes i actuacions públiques a la majoria de sales de concerts de la capital francesa (especialment entre el 1920 i el 1930), la vida concertística de Meyer a París pateix una davallada, coincidint també amb l'adveniment d'un període històric més fosc i decadent. Casualment, l'any 1925, amb la mort d'Erik Satie, per molt disseminades que estiguessin les seves aportacions artístiques, s'entreveu el final d'una era estètica modernista. La falta d'un referent va causar, en part, la dissolució de l'Escola d'Arcueil i va fer més acusades les diferències dels seus antics membres, per la qual cosa no es pot parlar ja d'un moviment unitari.

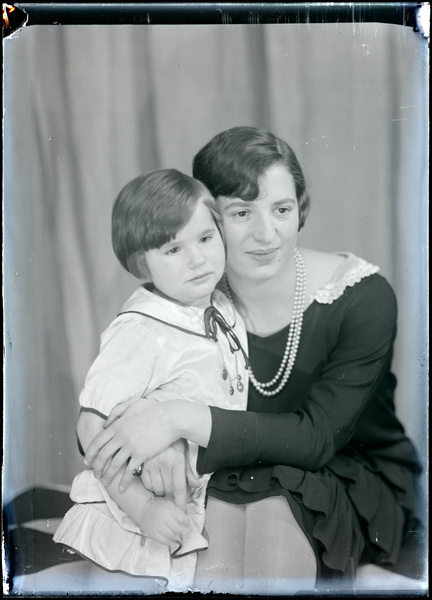
Marcelle amb la seva filla (1925)

Amb la pèrdua del qui podria ser considerat el seu «padrí», Marcelle, a partir de 1925, va buscar nous mitjans de guanyar-se la vida, i va iniciar-se en el món de l'enregistrament sonor. La seva primera gravació, feta a Anglaterra, incloïa Piano Rag Music de Stravinsky i Navarra, de la suite Ibèrica d'Isaac Albéniz. Aquesta gravació significa un punt d'inflexió en la seva carrera perquè a partir d'aquest moment la demanda de gravacions va anar en augment, de tal manera que va centrar-se molt especialment a recuperar el llegat musical dels antics com Rameau, J.S.Bach, Couperin, Chabrier, Mozart o Chopin. Aquesta dualitat entre els moderns i els clàssics serà una constant en la seva vida, prova que ens confirma que era una artista consagrada plenament a les exigències del seu temps. I és que, de fet, l'impuls retrospectiu; el gust pels músics clàssics no estava gens mal vist. Tot al contrari, va ser una tendència que es va perpetrar entre els modernistes de l'època per tal de desmarcar-se dels compositors romàntics que els havien precedit. De tal manera que, recuperant les obres d'un passat musical llunyà, es reafirmaven en la novetat i aconseguien l'originalitat que amb tant afany buscaven. Pulcinella (1920) podria ser un emblema de la fusió entre aquests dos mons. Produïda pels Ballets Russos i orquestrada per Stravinsky, crida l'atenció perquè es basa íntegrament en un feix de partitures atribuïdes a Pergolesi.
El llistat repertori que Marcelle Meyer va incloure en els programes de la seva gira per Anglaterra l'any 1925, el mateix del seu primer enregistrament sonor, és del tot variat i ens demostra la seva flexibilitat i capacitat d'assimilació de diferents llenguatges pianístics. El seu pas per les sales de concerts angleses i també la retransmissió dels seus concerts en directe per la ràdio (2LO) contribuïa a fer coneguts a l'altra banda del mar els més alts representants de la música francesa del moment com Satie, Stravinsky, Milhaud, etc. L'impacte que aquestes obres podien causar queda prou explícit en una crítica al Musical Times: «Miss Meyer també va interpretar peces de Lord Berners, Satie, Poulenc, i Auric que sorprenien perquè eren alternativament (i sovint simultàniament) infantils i cacofòniques» Davant d'una rebuda tan poc amable, es feia necessària l'adaptació del programa al gust anglès. Sense deixar de banda els seus referents, va incloure en el programa altres noms que l'havien acompanyat des de joveneta i pels qui el públic tenia més predilecció. Composicions espanyoles amb autoria d'Isaac Albéniz i Manuel de Falla o grans figures del passat musical com Bach, Scarlatti, Rameau eren més celebrats, i es feren més recurrents. Per sobre de tots ells i, amb diferència, excel·lia la seva interpretació de Claude Debussy, per qui sentia una profunda admiració.

### Projecció internacional
En apropar-se a la dècada de 1930 la seva carrera pianística entoma un gir més internacional en ser convidada diverses vegades a tocar als auditoris d'Amsterdam o Londres. Willem Mengelberg va propiciar el contacte neerlandès, mentre que Thomas Beecham, Ernest Ansermet, Adrian Boult i Pierre Monteux la menaren cap a terres angleses. Richard Strauss també es va fer ressò de les seves qualitats interpretatives i l'any 1930 la va citar a Budapest per tocar Burlesque, que ja havia tingut l'ocasió d'estrenar a París a la Salle Pleyel un any abans. Va ser també una de les poques pianistes convidada a tocar al 10è Festival de Salzburg. Benjamin Britten també descriu breument un dels seus concerts en un dels seus quaderns. Destaca la brillantor de la música i la presentació summament atractiva que fa de La Mer de Ravel i d'altres reduccions per a piano.

#### Distanciament dels cercles francesos
Malgrat que la seva activitat no va cessar en cap moment, a França es va veure minvada. No va ser una figura que tingués gran repercussió mediàtica, tot i que els seus concerts eren anunciats i les crítiques que rebia solien destacar sempre el seu talent i sensibilitat musical. Tanmateix, Marcelle era una persona de naturalesa humil i discreta que no buscava gran reconeixement; si més no, així es desprèn de les memòries de Misia Sert, la qui preocupada per les condicions precàries en què es trobava la pianista l'any 1933, va organitzar un cicle de concerts perquè obtingués finalment el reconeixement que es mereixia. Tal com descriu l'amfitriona, Marcelle «era apreciada por un grup minoritario, però mai no havia aconseguit aquesta gran audiència tan necessària para consolidar la fama d'un virtuós». Per tal de ressaltar les qualitats de la seva bona amiga Marcelle, Misia va encarregar a Max Jacob uns poemes per alabar-la, els quals van ser inclosos en el programa de mà. Són els següents: 
| Nº 1 | Comme un fleuve enlace un reflet dont il revèle le secret Marcelle Meyer, estafette célèbre, ô musique, en tes fêtes le génie des jeunes prophètes. | Nº 2 | Quan en 1920, la frégate de l'Art emmenait les génies des musiques nouvelles l'ange les devinait, ô divine Marcelle, a la proue du vaisseau, piano de l'infini: C'était vous! dont les mains et les bras son des ailes. |

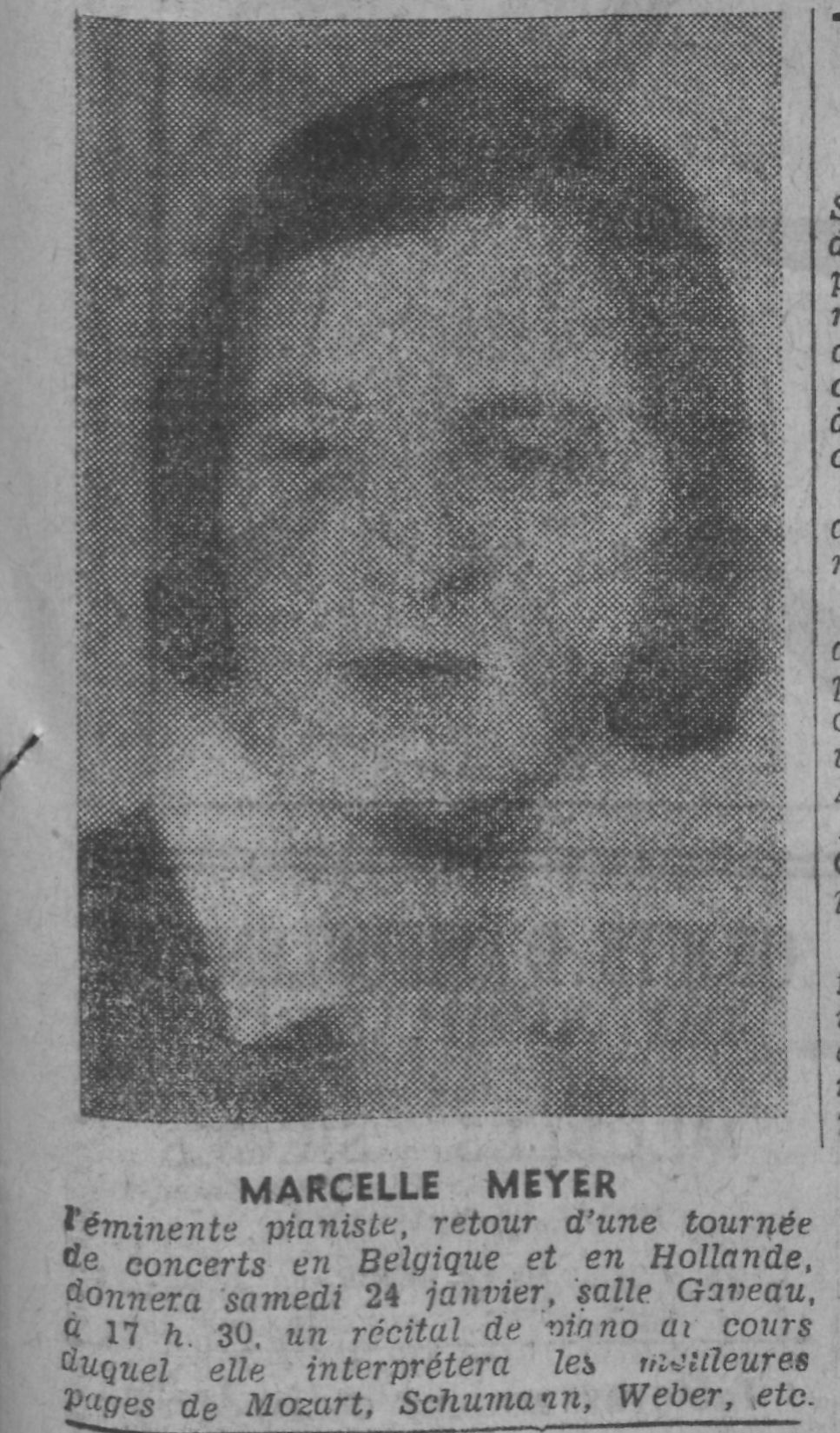
Samedi 17 janvier 1942, Comoedia

En el període d'entreguerres només va tenir l'oportunitat de tocar una vegada a l'antiga Societat Nacional. Ho va fer acompanyada de Juliette Meerowitch, companya de banqueta des de feia molts anys. Les dues van interpretar En Blanc et Noir de Debussy, en un moment en què el compositor ja era considerat un referent per a la música francesa. També va tenir l'ocasió de tocar un parell de vegades a la Societé Triton i l'any 1937, a l'École Normale va participar en una interpretació de la Rapsodia per Saxo, Trompeta, Cello i Piano de Delannoy. Com a resultat d'aquestes aparicions esporàdiques de Meyer en públic en el París prebèlic, George Auric publica un article d'opinió a la revista Marianne en què lamenta que el ràpid pas del temps i la velocitat en què es produeixen els canvis faci oblidar tan ràpidament aquelles persones que han sigut rellevants en la història d'una cultura musical. Diu així: 
| « | A cóte des quelques grands noms dont le retour périodique, sur nos affiches, assure la situation et la gloire, il faudrait avait l'occasion et la place de louer, comme ils le méritent, tous ceux qui ne font chez nous que quelques rapides et rares aparitions et n'imposent guère leus noms à un public pressé. | » |

Es refereix al cas de Marcelle Meyer, a qui tracta d'autoritat consagrada i en destaca un virtuosisme refinat, que va apropar-la a captar l'essència de la música dels seus mestres.

#### Divorci
Després de molts anys d'inestabilitat emocional, suposadament a causa de la infidelitat del seu marit amb Madelaine Renaud, l'any 1937 va aconseguir finalment el divorci amb Pierre Bertin i es va casar amb Carlo Di Vieto, advocat italià amb qui va tenir una altra filla. A partir d'aquest moment començaria una nova etapa en què les relacions amb Itàlia serien freqüents, fins al trasllat definitiu a Roma l'any 1948.
Paral·lelament a aquesta agitació a nivell familiar, va seguir estrenant obres o tocant per a músics de renom, entre els quals Paul Hindemith, de qui l'any 1938 va interpretar la Sonata per a flauta i piano.
Malgrat el renom internacional que havia anat adquirint, no va ser convidada a tocar a la Societé des Concerts du Conservatoire fins al 1940. A partir d'aquest any va incloure en el seu repertori obres de Cesar Franck (Variacions Simfòniques) i d'Arthur Honegger (Concert per a piano).

### Finalment: Itàlia
D'ençà el seu enllaç amb Carlo Di Vieto, Marcelle Meyer es va donar a conèixer als compositors d'avantguarda italiana. L'any 1948 es va mudar a Roma amb la seva família i va iniciar una gira amb André Cluytens i Mainardi. A partir d'aquest moment la seva carrera va passar de retre homenatge als compositors francesos a dedicar-se a estrenar les obres dels italians Luigi Dallapiccola, Veretti, Rieti, Petrassi i Alfredo Casella, mentre va seguir en contacte amb grans figures del moment com Paul Kletzki, Herbert von Karajan i Hermann Cherchen fins al 1950.

#### Mort
La seva mort sobtada l'any 1958, als seixanta anys, mentre tocava el piano a casa la seva germana Germaine trunca una futura gira als Estats Units que havia de fer amb Dimitris Mitropoulos. El que podria haver estat l'inici d'una etapa de reconeixement pel nou món va dificultar fins i tot que aquest es produís en nivell local. El seu cos descansa juntament amb el del seu cunyat Léopold Survage al Cementière du Bois Tardieu de París.

## Tècnica pianística
A jutjar pels mestres que va tenir (Margueritte Long, Alfred Cortot i Ricard Viñes, tots ells deixebles de Franz Liszt i Gabriel Fauré), Marcelle Meyer pot ser considerada deixeble directa de la tradició romàntica francesa del segle xix. Va rebre influències també de Ravel, més com a amic que no pas com a mestre, i d'Emma Debussy. 

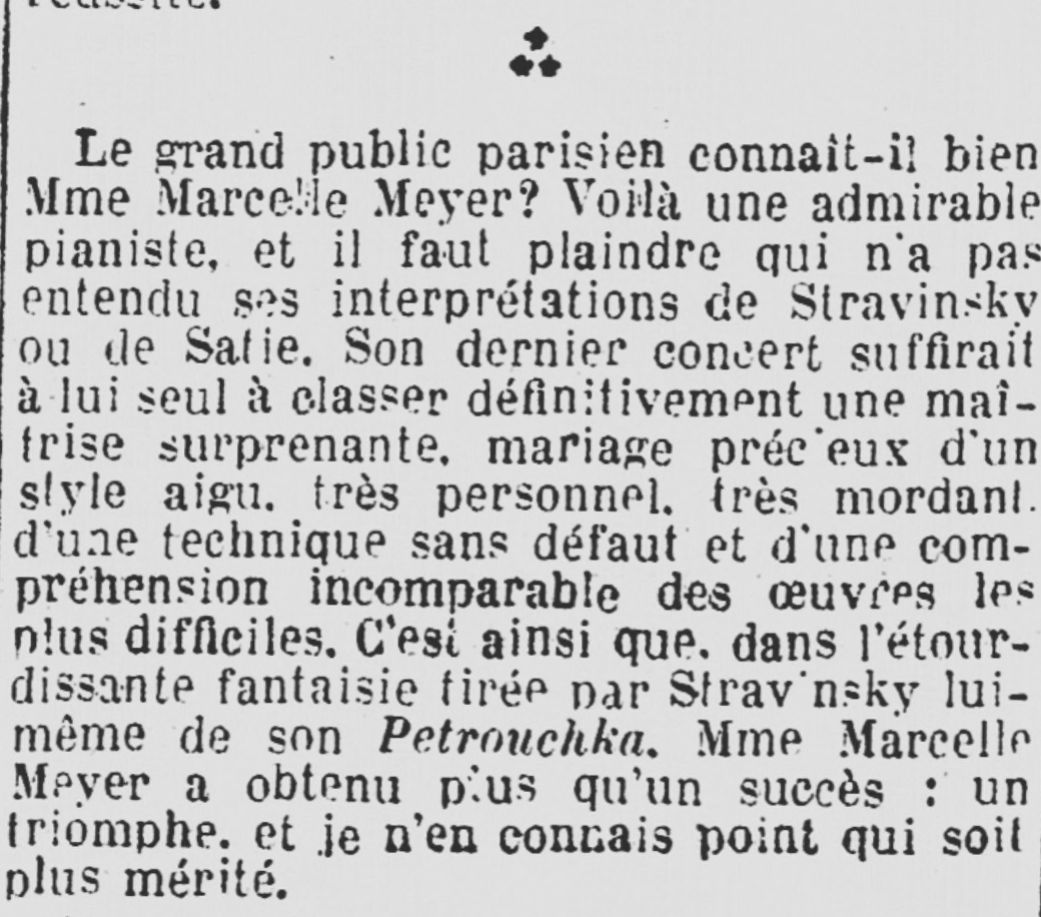
Qui no coneix Marcelle Meyer?

Dipositaria d'aquesta tradició pianística, bo i tenint les capacitats favorables per desenvolupar-la, Meyer va adquirir una tècnica brillant i depurada al més alt estil francès. Destaca un tractament acerat i clar de la línia melòdica, una concepció lúcida i controlada del text, defugint l'excés de sentimentalisme, tot i que mai en detriment de l'eloqüència i la fantasia. Se li ha valorat especialment que, en intentar evitar una sobrecàrrega emocional damunt la música, sabés revelar els jocs harmònics latents, dotar les frases d'una respiració natural i aportar una infinita varietat de colors i atacs. Alguns han intentat trobar una relació entre la interpretació de Meyer i la del pianista Paul René Doguereau, malgrat que no sembla que tinguessin l'ocasió de conèixer-se. Els punts comuns que comparteixen són l'àmplia paleta de ritmes i atacs que nodrien la música, l'absència volguda de sentimentalisme, l'especial atenció sobre el valor de les notes, la claredat d'articulació, etc.

Aquestes consideracions que se li han fet a posteriori, no són, de fet, tan diferents de les que hom pot trobar en les opinions de l'època, en les quals es reitera amb altres paraules la precisió rítmica, la vivacitat, etc.:
| « | Pianniste de gout, Mme Meyer possède un jeu trés vivant òu le rythme pétille joyeusement et garde une piquante vivacité d'allure | » |

Cal destacar també la seva versatilitat, ja que va saber adaptar el seu discurs a molts estils i propostes diverses. Aquesta flexibilitat va ser la que li va permetre col·locar-se a primera línia de l'avantguarda francesa i més tard de la italiana, esdevenint la nineta dels ulls de molts compositors.

## El seu llegat

### LesDiscophiles Français
Una de les majors experiències de Marcelle Meyer va començar l'any 1940 quan va entrar en contacte amb les Discophiles Français, dirigides en aquell moment pel tècnic de so André Charlin. En aquelles dates, l'empresa passava per una etapa de solvència econòmica, ja que acabaven de treure el nou format 33 i estava guanyant molta popularitat. Gràcies al seu compromís amb Discophiles Français, Meyer va deixar un llegat incommensurable, amb uns dels enregistraments sonors més remarcables de la música francesa, a través dels quals, es pot deduir quin era el gust estètic de l'època en la interpretació dels clàssics i, d'altra banda, com entenien les obres de Stravinski, i tants d'altres, els seus contemporanis.

### Repercussions de la seva figura
Alexandre Tharaud és un dels pianistes actuals que més s'ha interessat en la trajectòria professional de Marcelle Meyer. En un article publicat a la Voix du Nord l'any 2015 el pianista confessa la seva admiració i eterna gratitud davant del llegat sonor que ens va deixar Meyer. Parla d'ella com una visionària, i també lloa «el seu compromís amb la música contemporània del seu temps, la seva inamovible amistat amb els més grans compositors, pintors i poetes, la seva convicció que Rameau o Couperin haurien de ser interpretats amb una passió igual a la que s’atorga més fàcilment als seus veïns Bach i Scarlatti, la seva fe en Chabrier, a qui defensava com Ravel o Debussy».

## Obres estrenades
| Any  | Lloc                                                                   | Obra | Compositor       |
| ---- | ---------------------------------------------------------------------- | --- | ---------------- |
| 1917 |                                                                        | Parade | Erik Satie       |
| 1918 | La Vieux-Colombier                                                     | Carillon; Neige                                                                                              | Louis Durey      |
| 1920 | París, Gallerie Barbazanges, 8 març                                    | Fox-Trot | George Auric     |
| 1921 | 22 de gener, París, Galérie Montagne                                   | Vieux séquins et vieilles cuirasses, les Veritables preeludes flasques (pour un chien) Sonatine burocratique | Erik Satie       |
|      | 20 de gener, París, Salle Gaveau                                       | Cinq Études pour piano et orquestre (dir. Vladimir Golschmann)                                               | D. Milhaud       |
|      |                                                                        | Petrouchka (dir. Pierre Monteaux)                                                                            | Igor Stravinsky  |
| 1922 | Salle de La Ville L'Éveque                                             | Premier Minuet (17 de gener), Satie Sports et Divertissements (22 de febrer), Satie Impromptus, Poulenc      | E.Satie Poulenc  |
| 1923 | París, Gaite-Lyrique, 13 de juny                                       | Les Noces (amb Auric, Poulenc i Hélène Rolla)                                                                | I. Stravinsky    |
|      | La Sorbonne (Ecole d'Acueil)                                           | Trois Françaises pour piano                                                                                  | Henri Sauget     |
| 1924 | Salle des Agriculteurs                                                 | Trois Rag caprices op.78                                                                                     | D. Milhaud       |
| 1926 | París, Salle des Agriculteurs, 2 maig                                  | Napoli (FP40)                                                                                                | Poulenc          |
| 1926 | París, Salle Gaveau, 20 de juny                                        | Sérenade en A pour piano                                                                                     | Stravinsky       |
| 1926 | Wigmore Hall, Londres                                                  | |                  |
| 1929 | Sala Pleyel                                                            | Prélude pour un poète, per piano i orquestra (dir. Pierre Monteaux)                                          | George Migot     |
| 1931 | París, Institute international de Cooperation Intelectuelle, 3 d'abril | Concerto pour piano, cuivres et harpes (dir. Roger Desormière)                                               | Paul Hindemith   |
| 1932 | Salle du Conservatoire, 24 de maig                                     | Tercer Concert de la Serenata                                                                                | NIcholas Nabokov |
| 1932 | Salle du Conservatoire, 2 de juny                                      | Le coeur de Don Quichotte                                                                                    | Nicholas Nabokov |
|      | Société La Sérénade                                                    | Partita for Piano and Orchestra                                                                              | Igor Markevitch  |
| 1936 | Festival de Venècia                                                    | Segon Concert per a Piano                                                                                    | Vittorino Riéti  |
| 1937 | Ecole Normale                                                          | Rhapsody for Saxophone, Trumpet, Cello and Piano                                                             | Delannoy         |
| 1939 |                                                                        | Scaramouche (amb Ida Jankelevitch)                                                                           | D. Milhaud       |
|      | 6 de febrer                                                            | Concertino for Piano and Orchestra (dir. Rosenthal)                                                          | Roland-Manuel    |
| 1941 | Societé du Concert du Conservatoire, maig                              | Concert per a piano (amb Charles Munch)                                                                      | A. Honegger      |
| 1950 | Festival de Venècia                                                    | Concerto per Pianoforte et Orchestra                                                                         | Antonio Veretti  |

## Enregistraments

### Discografia de 78 revolucions
- Jean-Sébastien Bach Concerto italien, Fantaisie en Do mineur, toccate en Re mineur, Les Discophiles français, Album 13, 4 disques (60-63)
- Rameau Onze pièces pour clavier, Les Discophiles français, Album 14, 4 disques (64-67)
- Domenico Scarlatti Les sonates pour clavier, Les Discophiles français, Album 15, 4 disques (68-71)
- François Couperin Neuf pièces pour clavier, Les Discophiles français, Album 16, 4 disques (72-75)
- Jean-Sébastien Bach Fantaisie en la mineur, Toccatas en Do mineur et Ré majeur Les Discophiles français, Album 17, 4 disques (76-79)
- Jean-Sébastien Bach Partitas en la mineur et si bémol, Les Discophiles français, Album 18, 4 disques (80-83)
- Claude Debussy Images et préludes, Les Discophiles français, Album 21, 4 disques (92-95)
- Jean-Sébastien Bach Fantaisie chromatique et fugue en Ré mineur, Partita en do mineur, Les Discophiles français, Album 22, 4 disques (96-99)
- Jean-Sébastien Bach Partita en mi mineur, Les Discophiles français, Album 23, 4 disques (100-103)
- Maurice Ravel Valses nobles et sentimentales, Gaspard de la nuit, Les Discophiles français, Album 25, 4 disques (108-111)
- Jean-Sébastien Bach Inventions à 2 et 3 voix, Les Discophiles français, Album 27, 6 disques (116-121)
- Franz Schubert Danses allemandes, Op. 33, Ländler, Op. 171, Ländler Op. Post, Valses nobles, Valses sentimentales, Les Discophiles français, Album 31, 6 disques (134-138)
- Wolfgang Amadeus Mozart Sonate K. 310, Adagio, K. 540, Menuet, K. 355 et Gigue, K. 574, Les Discophiles français, Album 37, 4 disques
- Jean-Sébastien Bach Suite Anglaise en Fa majeur et Toccata en Fa dièse mineur, Les Discophiles français, Album 38, 4 disques

### Discografia en vinil, 33 revolucions
- Jean-Sébastien Bach, Concerto Italien, Les Discophiles français, DF 13, 25 CM
- Rameau, Onze pièces pour clavier, Les Discophiles français, DF 14, 25 CM
- Domenico Scarlatti Sonates, Les Discophiles français, DF 15, 25 CM
- Franz Schubert Valses nobles, valses sentimentales, Les Discophiles français, DF 31, 17 CM
- Wolfgang Amadeus Mozart Concertos pour piano, K.466 et K. 488, avec L'orchestre Hewitt, dirigée par Maurice Hewitt, Les Discophiles français, DF 37, 30 CM
- Igor Stravinsky Petrouchka, Ragtime et Sérénade, Les Discophiles français, DF 48, 25 CM
- Couperin, Rameau, Debussy et Ravel Concert de musique française, Les Discophiles français, DF 86, 30 CM
- Rameau L'œuvre pour clavier, Les Discophiles français, DF 98-99, 30 CM
- Maurice Ravel L'Œuvre de piano, Les Discophiles français, DF 100-101, 30 CM
- Domenico Scarlatti Les sonates pour clavier, Les Discophiles français, DF 139-140, 30 CM
- Emmanuel Chabrier L'Œuvre de piano (avec Francis Poulenc), Les Discophiles français, DF 151-152, 30 CM, 1955
- Igor Stravinsky Petrouchka, Ragtime, Sérénade, piano rag music et sonate, Les Discophiles français, DF 163, 30 CM
- Claude Debussy Les Préludes, Les Discophiles français, DF 211-212, 30 CM
- Wolfgang Amadeus Mozart Sonate en la majeur, K. 331, Les Discophiles français, EX 17.008, 17 CM
- Wolfgang Amadeus Mozart Sonate et Rondo, K. 533 et K. 494, Les Discophiles français, EX 17.009, 17 CM
- Gioachino Rossini Pièces pour piano, Les Discophiles français, EX 25.008, 25 CM

### Discografia CD
L'intégrale: Ses enregistrements 1925 - 1957 : Chabrier, Ravel, Debussy, Couperin, Bach, Rameau, Domenico Scarlatti, Stravinski, Mozart, Rossini, Haydn, Schubert, Milhaud, Poulenc, Manuel de Falla, Albéniz, EMI, 17 CD, 2007, ASIN B000KRMWLS.